# Noors voetbalelftal in 2015
Het Noors voetbalelftal speelde in totaal negen interlands in het jaar 2015, waaronder acht wedstrijden in de kwalificatiereeks voor de EK-eindronde 2016 in Frankrijk. De selectie stond voor het derde opeenvolgende jaar onder leiding van bondscoach Per-Mathias Høgmo. Op de in 1993 geïntroduceerde FIFA-wereldranglijst steeg Noorwegen in 2015 van de 67ste (januari 2015) naar de 54ste plaats (december 2015).

## Balans
| Wedstrijden | Wedstrijden | Wedstrijden | Wedstrijden | Doelpunten | Doelpunten | Doelpunten | Punten |
| Gespeeld    | Winst       | Gelijk      | Verlies     | Voor       | Tegen      | Saldo      | Punten |
| ----------- | ----------- | ----------- | ----------- | ---------- | ---------- | ---------- | ------ |
| 9           | 3           | 2           | 4           | 8          | 10         | –2         | 0.889  |

## Interlands
|                                                           | |       |                      |                                                                                   |
| 28 maart EK-kwalificatie Groep H № 800 «onderlinge duels» | Kroatië                                                                                            | 5 – 1 | Noorwegen            | Maksimirstadion, Zagreb Toeschouwers: 23.912 Scheidsrechter: Carlos Velasco (ESP) |
| 28 maart EK-kwalificatie Groep H № 800 «onderlinge duels» | Marcelo Brozović 30' Ivan Perišić 54' Ivica Olić 65' Gordon Schildenfeld 87' Danijel Pranjić 90+4' |       | 81' Alexander Tettey | Maksimirstadion, Zagreb Toeschouwers: 23.912 Scheidsrechter: Carlos Velasco (ESP) |

|                                                   |           |       |        |                                                                                 |
| 8 juni Vriendschappelijk № 801 «onderlinge duels» | Noorwegen | 0 – 0 | Zweden | Ullevaalstadion, Oslo Toeschouwers: 26.659 Scheidsrechter: Anthony Taylor (ENG) |
| 8 juni Vriendschappelijk № 801 «onderlinge duels» |           |       |        | Ullevaalstadion, Oslo Toeschouwers: 26.659 Scheidsrechter: Anthony Taylor (ENG) |

|                                                            |           |       |              |                                                                            |
| 12 juni EK-kwalificatie № 802 «onderlinge duels» 20:45 uur | Noorwegen | 0 – 0 | Azerbeidzjan | Ullevaalstadion, Oslo Toeschouwers: 21.228 Scheidsrechter: Paweł Gil (POL) |
| 12 juni EK-kwalificatie № 802 «onderlinge duels» 20:45 uur |           |       |              | Ullevaalstadion, Oslo Toeschouwers: 21.228 Scheidsrechter: Paweł Gil (POL) |

|                                                                        |           |                   |           |                                                                                    |
| 3 september EK-kwalificatie Groep H № 803 «onderlinge duels» 18:00 uur | Bulgarije | 0 – 1             | Noorwegen | Vasil Levski Stadion, Sofia Toeschouwers: 11.459 Scheidsrechter: Bas Nijhuis (NED) |
| 3 september EK-kwalificatie Groep H № 803 «onderlinge duels» 18:00 uur |           | 57' Vegard Forren |           | Vasil Levski Stadion, Sofia Toeschouwers: 11.459 Scheidsrechter: Bas Nijhuis (NED) |

|                                                                        |                                       |       |         |                                                                                |
| 6 september EK-kwalificatie Groep H № 804 «onderlinge duels» 18:00 uur | Noorwegen                             | 2 – 0 | Kroatië | Ullevaalstadion, Oslo Toeschouwers: 26.751 Scheidsrechter: Viktor Kassai (HUN) |
| 6 september EK-kwalificatie Groep H № 804 «onderlinge duels» 18:00 uur | Jo Inge Berget 51' Jo Inge Berget 69' |       |         | Ullevaalstadion, Oslo Toeschouwers: 26.751 Scheidsrechter: Viktor Kassai (HUN) |

|                                                                       |                                              |       |       |                                                                                |
| 10 oktober EK-kwalificatie Groep H № 805 «onderlinge duels» 20:45 uur | Noorwegen                                    | 2 – 0 | Malta | Ullevaalstadion, Oslo Toeschouwers: 27.120 Scheidsrechter: Arnold Hunter (NIR) |
| 10 oktober EK-kwalificatie Groep H № 805 «onderlinge duels» 20:45 uur | Alexander Tettey 19' Alexander Søderlund 52' |       |       | Ullevaalstadion, Oslo Toeschouwers: 27.120 Scheidsrechter: Arnold Hunter (NIR) |

|                                                                       |                                            |       |                      |                                                                                |
| 13 oktober EK-kwalificatie Groep H № 806 «onderlinge duels» 20:45 uur | Italië                                     | 2 – 1 | Noorwegen            | Olympisch Stadion, Rome Toeschouwers: 30.000 Scheidsrechter: Felix Brych (GER) |
| 13 oktober EK-kwalificatie Groep H № 806 «onderlinge duels» 20:45 uur | Alessandro Florenzi 73' Graziano Pellè 82' |       | 23' Alexander Tettey | Olympisch Stadion, Rome Toeschouwers: 30.000 Scheidsrechter: Felix Brych (GER) |

|                                                                         |           |                         |           |                                                                                   |
| 12 november EK-kwalificatie Play-off № 807 «onderlinge duels» 20:45 uur | Noorwegen | 0 – 1                   | Hongarije | Ullevaalstadion, Oslo Toeschouwers: 27.182 Scheidsrechter: Mark Clattenburg (ENG) |
| 12 november EK-kwalificatie Play-off № 807 «onderlinge duels» 20:45 uur |           | 26' László Kleinheisler |           | Ullevaalstadion, Oslo Toeschouwers: 27.182 Scheidsrechter: Mark Clattenburg (ENG) |

|                                                                         |                                               |       |                      |                                                                                     |
| 15 november EK-kwalificatie Play-off № 808 «onderlinge duels» 20:45 uur | Hongarije                                     | 2 – 1 | Noorwegen            | Groupama Arena, Boedapest Toeschouwers: 22.168 Scheidsrechter: Carlos Velasco (ESP) |
| 15 november EK-kwalificatie Play-off № 808 «onderlinge duels» 20:45 uur | Tamás Priskin 14' Markus Henriksen 83' (e.d.) |       | 87' Markus Henriksen | Groupama Arena, Boedapest Toeschouwers: 22.168 Scheidsrechter: Carlos Velasco (ESP) |

## FIFA-wereldranglijst
| JAN | FEB | MAR | APR | MEI | JUN | JUL | AUG | SEP | OKT | NOV | DEC |
| --- | --- | --- | --- | --- | --- | --- | --- | --- | --- | --- | --- |
| 67  | 69  | 70  | 70  | 70  | 64  | 67  | 68  | 69  | 34  | 46  | 54  |

## Statistieken
| Ørjan Nyland         | 1990-09-10 | FC Ingolstadt 04     | 9 | 0 | 0 | 19 | 0 |
| Verdediging          |            |                      |   |   |   |    |   |
| Vegard Forren        | 1988-02-16 | Molde FK             | 9 | 0 | 1 | 29 | 1 |
| Omar Elabdellaoui    | 1991-12-05 | Olympiakos           | 8 | 0 | 0 | 21 | 0 |
| Even Hovland         | 1989-02-14 | FC Nürnberg          | 7 | 1 | 0 | 11 | 0 |
| Tom Høgli            | 1984-02-14 | FC København         | 6 | 0 | 0 | 49 | 2 |
| Haitam Aleesami      | 1991-07-31 | IFK Göteborg         | 3 | 0 | 0 | 3  | 0 |
| Martin Linnes        | 1991-09-20 | Galatasaray SK       | 1 | 1 | 0 | 12 | 0 |
| Stefan Strandberg    | 1990-07-25 | FK Krasnodar         | 0 | 1 | 0 | 4  | 0 |
| Middenveld           |            |                      |   |   |   |    |   |
| Stefan Johansen      | 1991-01-08 | Celtic               | 9 | 0 | 0 | 24 | 1 |
| Per Ciljan Skjelbred | 1987-06-16 | Hertha BSC           | 8 | 1 | 0 | 38 | 1 |
| Alexander Tettey     | 1986-04-04 | Norwich City         | 8 | 0 | 3 | 30 | 3 |
| Markus Henriksen     | 1992-07-25 | AZ Alkmaar           | 6 | 0 | 1 | 24 | 2 |
| Martin Ødegaard      | 1998-12-17 | Real Madrid Castilla | 4 | 1 | 0 | 8  | 0 |
| Håvard Nordtveit     | 1990-06-21 | Borussia M'gladbach  | 3 | 2 | 0 | 26 | 2 |
| Jone Samuelsen       | 1984-07-06 | Odd Grenland         | 1 | 2 | 0 | 10 | 0 |
| Mohamed Elyounoussi  | 1994-08-04 | Molde FK             | 1 | 1 | 0 | 6  | 0 |
| Valon Berisha        | 1993-02-07 | Red Bull Salzburg    | 0 | 3 | 0 | 16 | 0 |
| Magnus Wolff Eikrem  | 1990-08-08 | Malmö FF             | 0 | 1 | 0 | 16 | 0 |
| Anders Konradsen     | 1990-07-18 | Rosenborg BK         | 0 | 1 | 0 | 8  | 1 |
| Aanval               |            |                      |   |   |   |    |   |
| Alexander Søderlund  | 1987-08-03 | AS Saint-Étienne     | 6 | 1 | 1 | 24 | 1 |
| Jo Inge Berget       | 1990-09-11 | Malmö FF             | 5 | 1 | 2 | 10 | 2 |
| Joshua King          | 1992-01-15 | AFC Bournemouth      | 2 | 2 | 0 | 19 | 4 |
| Håvard Nielsen       | 1993-07-15 | SC Freiburg          | 1 | 2 | 0 | 14 | 2 |
| Tarik Elyounoussi    | 1988-02-23 | TSG Hoffenheim       | 1 | 1 | 0 | 39 | 9 |
| Mats Møller Dæhli    | 1995-03-02 | SC Freiburg          | 1 | 0 | 0 | 12 | 1 |
| Pål André Helland    | 1990-01-04 | Rosenborg BK         | 0 | 4 | 0 | 4  | 0 |
| Marcus Pedersen      | 1990-06-08 | Strømsgodset IF      | 0 | 2 | 0 | 9  | 1 |
| Mohammed Abdellaoue  | 1985-10-23 | Vålerenga IF         | 0 | 1 | 0 | 33 | 7 |
| Adama Diomande       | 1990-02-14 | Hull City            | 0 | 1 | 0 | 1  | 0 |